# حزيز (رداع)

تعديل مصدري - تعديل

حارة حزيز هي إحدى حارات مدينة رداع أحد مدن محافظة البيضاء، بلغ تعداد سكانها 3310 نسمة حسب تعداد اليمن لعام 2004.